# Comuni attraversati dalla Senna
I comuni attraversati dalla Senna sono 333.
Segue elenco per dipartimento, dalla sorgente all'estuario.

## Côte-d'Or
Source-Seine,
Aisey-sur-Seine,
Nod-sur-Seine,
Châtillon-sur-Seine,

## Aube
Mussy-sur-Seine,
Gyé-sur-Seine,
Neuville-sur-Seine,
Buxeuil,
Bar-sur-Seine,
Fouchères,
Saint-Parres-lès-Vaudes,
Saint-Julien-les-Villas,
Troyes, 
Méry-sur-Seine,
Clesles,
Romilly-sur-Seine,
Nogent-sur-Seine.

## Senna e Marna
Bray-sur-Seine,
Montereau-Fault-Yonne,
Saint-Mammès,
Thomery,
Champagne-sur-Seine,
Melun,
Le Mée-sur-Seine,
Saint-Fargeau-Ponthierry.

## Essonne
Le Coudray-Montceaux,
Corbeil-Essonnes,
Saint-Germain-lès-Corbeil,
Soisy-sur-Seine,
Évry,
Ris-Orangis,
Viry-Châtillon,
Savigny-sur-Orge,
Draveil,
Juvisy-sur-Orge,
Athis-Mons
Vigneux-sur-Seine.

## Valle della Marna
Ablon-sur-Seine,
Villeneuve-le-Roi,
Villeneuve-Saint-Georges,
Choisy-le-Roi,
Vitry-sur-Seine,
Alfortville,
Ivry-sur-Seine,
Charenton.

## Parigi
- Arrondissement

XII; XIII; IV; V; I; VI; VII; VIII; XV; XVI

## Hauts-de-Seine
Boulogne-Billancourt,
Issy-les-Moulineaux,
Meudon,
Sèvres,
Saint-Cloud,
Suresnes,
Puteaux,
Neuilly-sur-Seine,
Courbevoie,
Levallois-Perret,
Asnières-sur-Seine,
Clichy,
Gennevilliers,
Villeneuve-la-Garenne,
Colombes,
Nanterre
Rueil-Malmaison

## Senna-Saint-Denis
Saint-Ouen-sur-Seine,
L'Île-Saint-Denis,
Saint-Denis,
Épinay-sur-Seine.

## Val-d'Oise
Argenteuil,
Bezons,
Cormeilles-en-Parisis,
La Frette-sur-Seine,
Herblay,
Vétheuil,
Haute-Isle, 
La Roche-Guyon

## Yvelines
Houilles,
Carrières-sur-Seine
Croissy-sur-Seine,
Le Vésinet,
Chatou,
Le Pecq,
Bougival,
Louveciennes,
Le Port-Marly,
Saint-Germain-en-Laye,
Sartrouville,
Maisons-Laffitte,
Le Mesnil-le-Roi,
Carrières-sous-Bois,
Achères,
Conflans-Sainte-Honorine,
Andrésy,
Poissy,
Carrières-sous-Poissy,
Villennes-sur-Seine,
Médan,
Triel-sur-Seine,
Vernouillet,
Vaux-sur-Seine,
Meulan-en-Yvelines,
Mézy-sur-Seine,
Les Mureaux,
Flins,
Juziers,
Aubergenville,
Épône,
Mézières,
Gargenville, 
Issou,
Mézières-sur-Seine,
Porcheville,
Guerville,
Limay,
Mantes-la-Ville,
Mantes-la-Jolie,
Follainville-Dennemont,
Rosny-sur-Seine,
Guernes,
Rolleboise,
Méricourt, 
Saint-Martin-la-Garenne,
Mousseaux-sur-Seine,
Moisson,
Freneuse,
Bonnières-sur-Seine,
Gommecourt,
Bennecourt,
Jeufosse,
Port-Villez,
Limetz-Villez.

## Eure
Vernon, St Marcel,
Les Andelys,
Poses,
Pont-de-l'Arche,
Quillebeuf-sur-Seine,
Berville-sur-Mer.

## Senna Marittima
Caudebec-lès-Elbeuf,
Elbeuf,
Oissel,
Saint-Étienne-du-Rouvray,
Amfreville-la-Mi-Voie,
Sotteville-lès-Rouen,
Rouen,
Le Petit-Quevilly,
Canteleu,
Le Grand-Quevilly,
Val-de-la-Haye,
Petit-Couronne,
Grand-Couronne,
La Bouille,
Saint-Pierre-de-Manneville,
Quevillon,
Saint-Martin-de-Boscherville,
Hénouville,
Duclair,
Le Mesnil-sous-Jumièges,
Jumièges,
Le Trait,
Saint-Wandrille-Rançon,
La Mailleraye-sur-Seine,
Notre-Dame-de-Bliquetuit,
Caudebec-en-Caux,
Villequier,
Port-Jérôme,
Tancarville,
Harfleur,
Le Havre.

## Calvados
Honfleur.